# Annie Zadek
 (février 2018).
Si vous disposez d'ouvrages ou d'articles de référence ou si vous connaissez des sites web de qualité traitant du thème abordé ici, merci de compléter l'article en donnant les références utiles à sa vérifiabilité et en les liant à la section « Notes et références ».
Pour les articles homonymes, voir Zadek.
Annie Zadek, née le 6 octobre 1948 à Lyon, est une écrivaine française.

## Biographie
Annie Zadek est née en 1948 à Lyon où elle a suivi les cours d’esthétique du philosophe Henri Maldiney afin de devenir écrivain. Elle est l'auteure de livres courts sur les thèmes de l'origine, de l'identité, de la mémoire et de l'histoire. Son écriture se présente comme une suite de paroles non attribuées, de phrases séparées par des blancs typographiques, et de mots isolés. Ses textes ont été adaptés pour le théâtre, la radio, en sérigraphies et en lectures publiques qu'elle a conçues seule ou avec des artistes.

## Œuvres

### Livres
- 1979 : Le Cuisinier de Warburton, Les Éditions de Minuit, Paris.
- 1982 : La Condition des Soies, Les Éditions de Minuit, Paris.
- 1991 : Walzer Köenig / Roi de la valse, éditions Jutta Legueil, Stuttgart, 1991 (bilingue allemand-français).
- 1998 : Roi de la valse, Éditions L.Mauguin, Paris.
- 2004 : « Souffrir mille morts » et « Fondre en larmes », éditions de l’Urdla, Villeurbanne.
- 2004 : Douleur au membre fantôme (Figures de Woyzeck), Éditions Les Solitaires Intempestifs, Besançon.
- 2008 : Vivant, éditions Les Solitaires Intempestifs, Besançon.
- 2009 : Vues de l'esprit (Entretiens et petits écrits), éditions La Passe du vent/Pandora, Vénissieux.
- 2010 : Phantomschmerz / Douleur au membre fantôme, éditions Jutta Legueil, Stuttgart (bilingue allemand-français).
- 2012 : Droit au retour / Recht auf Rückkehr / Right to return, Kunsthalle Göppingen (multilingue français-allemand-anglais).
- 2016 : Nécessaire et Urgent, suivi de La Condition des soies, éditions Les Solitaires Intempestifs (avec un texte inédit de Philippe Lacoue-Labarthe).

- 2019: Contemporaine, éditions Creaphis.

### Textes dans les anthologies
- 1994 : Poésies en France depuis 1960. 29 femmes. Une anthologie de Liliane Giraudon et Henri Deluy, éditions Stock.
- 1994 : Une anthologie de circonstance de Henri Deluy, éditions Fourbis (collection Biennale Internationale des Poètes en Val-de-Marne).
- 1997 : Sobre 18 poetas franceses nacidos después de 1948 de Jean Lewinski, Josée Lapeyrère, Pascale Petit et Pablo Montoya, éditions Prometeo, Medellín, Colombie.
- 1998 : Twenty-two new (to North America) French writers, éditions Raddle Moon, Canada.
- 2000 : Le corps certain. Poésies 1990-2000 de Pascal Boulanger, éditions Compac’t (La Polygraphe).
- 2006 : Esquive – Escale – Esquille de Jean Lewinski, Taïwan (bilingue français-chinois).

### Textes dans les revues
Des textes d'Annie Zadek ont été publiés dans les revues Banana Split, Action Poétique, If, Revue du CIPM, Cahier de la Biennale Internationale des Poètes en Val-de-Marne, Poézibao, La Gazette des Jockeys camouflés, Rendez-vous.